# Afrikaanse schaarbek
De Afrikaanse schaarbek (Rynchops flavirostris) is een vogel uit de familie meeuwen (Laridae).

## Kenmerken
De lichaamslengte bedraagt 36 tot 42 cm en het gewicht 100 tot 200 gram. Deze vogel heeft een opvallend silhouet als het met trage vleugelslagen over de rivieren en meren van Sub-Sahara-Afrika vliegt. Hij heeft lange, zwarte, kromzwaardvormige vleugels en een lange, feloranje snavel. De onderste helft van de snavel is veel langer dan de bovenste helft en afgeplat zoals scharen. Naar de punt toe wordt de snavel bleekgeel. De Amerikaanse schaarbek heeft een donker uiteinde van de snavel en is iets groter. De Indische schaarbek is ongeveer even groot, maar heeft een witte hals, terwijl deze schaarbek in de broedtijd een donker bruinzwarte hals, kruin en bovenvleugels heeft en een relatief korte gevorkte staart. Buiten de broedtijd lijkt de donkere bovenkant meer bruin en ontbreekt het zwart op de hals. Ook onvolwassen vogels zijn bruin en hebben een lichte snavel.

## Leefwijze
Bij het voedselzoeken vliegen ze laag over het water, met de bek open om vissen en schaaldiertjes uit het water te vissen. Raakt een prooi de snavel, dan klapt deze onmiddellijk dicht. Ze foerageren meestal in de ochtend en avond.

## Verspreiding en leefgebied
Deze soort komt voor van Senegal tot het noorden van de rivier de Congo en de zuidelijke Nijldelta, zuidelijk Tanzania aan de Zambezivallei en vervolgens naar de provincie KwaZoeloe-Natal (Zuid-Afrika) en Angola. Ze leven in grote tropische rivieren met zandbanken, oevers van meren en lagunes.

## Status
De grootte van de populatie van de Afrikaanse schaarbek werd in 2002 door BirdLife International geschat op 10 tot 17 duizend volwassen individuen en de populatieaantallen nemen af door habitatverlies. Het leefgebied wordt aangetast door de aanleg van dammen, watervervuiling, omzetting van moerassen in gebied voor agrarisch gebruik en het verzamelen van eieren en verstoring in de broedgebieden. Om deze redenen staat deze soort als gevoelig op de Rode Lijst van de IUCN.